# أوستن رايس
أوستن رايس (بالإنجليزية: Austin Rice)‏ مواليد 25 ديسمبر 1872 في نيو لندن - الوفاة 17 يناير 1921 في نيو لندن، كان ملاكم محترف أمريكي صنّف ضمن فئة وزن الريشة.

## إحصائيات
خاض خلال مسيرته 151 نزالا، فاز في 45 وتعادل في 57 وخسر في 24. فاز بالضربة القاضية في 11 نزالا.

## روابط خارجية
- أوستن رايس على موقع بوكس ريك (الإنجليزية) (registration required)